# Banjar Jaya
Banjar Jaya is een bestuurslaag in het regentschap Musi Banyuasin van de provincie Zuid-Sumatra, Indonesië. Banjar Jaya telt 2304 inwoners (volkstelling 2010).